# Џероме Каино
Џероме Каино (енгл. Jerome Kaino; 6. април 1983) професионални је рагбиста и репрезентативац Новог Зеланда, који тренутно игра за Блузсе у најјачој лиги на свету. Висок 196 цм, тежак 113 кг, игра на позицији крилног у трећој линији мелеа, али има предиспозиције да игра и чепа. 2004. проглашен је за најбољег младог рагбисту на свету. У ИТМ Купу играо је за Окленд, а у јапанској лиги за Тојота Верблитц. За Блузсе је до сада одиграо 104 утакмице и постигао 40 поена. За "ол блексе" је до сада одиграо 65 тест мечева и постигао 50 поена. Био је у стартној постави екипе која је освојила светско првенство 2011. Са Новим Зеландом освајао је и титулу шампиона јужне хемисфере.